# Tompa
Pour les articles homonymes, voir Tompa (homonymie).
Tompa est une ville et une commune du comitat de Bács-Kiskun en Hongrie.

## Géographie
Tompa se trouve dans le sud de la Hongrie, à la frontière avec la Serbie, à 16 km au nord-ouest de Subotica (Serbie), à 47 km à l'ouest de Szeged, à 78 km au sud de Kecskemét et à 149 km au sud-sud-est de Budapest.

## Population
Recensements ou estimations de la population :
| 1890  | 1900  | 1910  | 1920  | 1930  |
| ----- | ----- | ----- | ----- | ----- |
| 1 936 | 5 144 | 6 670 | 5 083 | 5 739 |

| 1941  | 1949  | 1960  | 1970  | 1980  |
| ----- | ----- | ----- | ----- | ----- |
| 5 936 | 6 577 | 6 055 | 5 365 | 5 112 |

| 1990  | 2001  | 2009  | 2010  | 2011  |
| ----- | ----- | ----- | ----- | ----- |
| 4 711 | 4 875 | 4 689 | 4 614 | 4 581 |